# Buck Run
Pour les articles homonymes, voir Buck.
Buck Run est une census-designated place du comté de Schuylkill, dans le Commonwealth de Pennsylvanie, aux États-Unis. Sa population s’élevait à 176 habitants lors du recensement de 2010.

## Source
- (en) Cet article est partiellement ou en totalité issu de l’article de Wikipédia en anglais intitulé « Buck Run, Pennsylvania » (voir la liste des auteurs).